# Тервел Пулев
Тервел Венков Пулев (болг. Тервел Венков Пулев, 10 січня 1983, Софія) — болгарський професійний боксер, бронзовий призер Олімпійських ігор (2012), призер чемпіонатів Європи серед аматорів (2010, 2011, 2015). Рідний брат професійного боксера Кубрата Пулева.

## Аматорська кар'єра
На чемпіонаті Європи 2006 в категорії до 81 кг програв у першому бою Артуру Бетербієву (Росія).
На чемпіонаті світу 2009 в категорії до 91 кг програв у другому бою Осмай Акоста (Куба).
На чемпіонаті Європи 2010 завоював срібну медаль.
- В 1/16 фіналу переміг Даміра Бельо (Боснія) — RSCI 2
- В 1/8 фіналу переміг Цолака Ананікяна (Вірменія) — 5-4
- У чвертьфіналі переміг Степана Вугделія (Хорватія) — 5-3
- У півфіналі переміг Йожефа Дармос (Угорщина) — AB 2
- У фіналі програв Єгору Мехонцеву (Росія) — 1-10

На чемпіонаті Європи 2011 завоював срібну медаль.
- В 1/8 фіналу переміг Крістіана Демай (Албанія) — 18-9
- У чвертьфіналі переміг Дениса Пояцика (Україна) — 15-14
- У півфіналі переміг Бахрама Музаффера (Туреччина) — 17-11
- У фіналі програв Теймуру Мамедову (Азербайджан) — AB 3

На чемпіонаті світу 2011 програв у другому бою Олександру Усику (Україна).

### Виступ на Олімпіаді
| Олімпіада   | Дисципліна            | Місце |
| ----------- | --------------------- | ----- |
| Лондон 2012 | бокс, важка категорія | =3    |

- В 1/8 фіналу переміг Ван Сюаньсюань (Китай) — 10-7
- У чвертьфіналі переміг Яміль Перальта (Аргентина) — 13-10
- У півфіналі програв Олександру Усику (Україна) — 5-21

На чемпіонаті Європи 2013 програв у першому бою.
На чемпіонаті Європи 2015 завоював бронзову медаль.
- В 1/16 фіналу переміг Джима Андреасена (Данія) — 3-0
- В 1/8 фіналу переміг Еріка Тлканеця (Словаччина) — 3-0
- У чвертьфіналі переміг Роя Корвінга (Нідерланди) — 3-0
- У півфіналі програв Євгену Тищенко (Росія) — 0-3

## Професіональна кар'єра
3 грудня 2016 року дебютував на професійному рингу. Впродовж 2016—2022 років провів 17 боїв, в яких здобув 16 перемог і зазнав єдиної поразки за очками в останньому бою від Сергія Ковальова (Росія).